# Встреча в горах
«Встреча в горах» (груз. შეხვედრა მთაში) — комедийный художественный фильм снятый на киностудии «Грузия-фильм» в 1966 году.

## Сюжет
Где-то в горах Грузии, в Хевсуретии ведутся съёмки художественного фильма. Режиссёр очень недоволен игрой артистки Лали, которая играет хевсурскую девушку Мзевинар…

## В ролях
- Лейла Абашидзе — Лали и Мзевинар
- Вахтанг Кикабидзе — Гия
- Ипполит Хвичиа — Мераб
- Тенгиз Арчвадзе — Вахтанг
- Лали Месхи
- Коте Даушвили — Звиад
- Елена Кипшидзе
- Г. Лелонидзе
- А. Мамрикишвили
- А. Мачавариани
- Нино Чхеидзе — Гвиристинэ
- А. Эбралидзе
- С. Эбралидзе

## Интересные факты
Один из эпизодов фильма снят на открытой в том же году (11 января 1966) одной из первых станций метрополитена Тбилиси - "Руставели".
Фильм стал дебютом в кино для Вахтанга Кикабидзе. 